# شورای ملی صلح
شورای ملی صلح ۲۸ آبان ۱۳۸۶ با فراخوان کانون مدافعان حقوق بشر همزمان با تشدید خطرها و احتمال حمله نظامی به ایران در پاسخ به برنامه هسته‌ای جمهوری اسلامی ایران تشکیل گردید.

در جلسه‌ای تحت عنوان «جنگ نه، صلح و حقوق بشر آری» که در محل دفتر این تشکل برگزار گردید، شیرین عبادی پیشنهاد راه اندازی شورای ملی صلح را اعلام کرد.
 مردم ایران صلح طلبند و تاریخ آن را ثابت کرده‌است. مردم ایران در گذشته جنگ و انقلاب داشته‌اند و اکنون خسته از آنها به دنبال صلح و آرامشند … ما از همه ایرانیان و افرادی که دغدغه ایران را دارند و جنگ نمی‌خواهند دعوت می‌کنیم ببنشینند و با همفکری یکدیگر تعدادی از افراد را به عنوان اعضای شورای عالی صلح انتخاب کنند و این شورا رهنمودهایی را برای جلوگیری از جنگ و برقرای حقوق بشر ارائه کند.
ابراهیم یزدی دبیرکل نهضت آزادی نیز گفت: «همه تدارکات برای وقوع جنگ فراهم است، در مورد عراق هم گزارش‌های آژانس حاکی از نبود سلاح اتمی در عراق بود اما انگلیس و آمریکا تصمیم خود را عملی کردند. امروزه در سطح جهانی این اجماع وجود دارد که ایران باید غنی سازی را متوقف کند.»
سیمین بهبهانی نیز ضمن قرائت شعری پیرامون صلح گفت: 
حال در هنگام ۸۱ سالگی به خود می‌گویم، آیا بازهم می‌خواهیم نشان خاکستر شدن جوانان و شهیدان خود را در یک دکمه ذوب شده بجوئیم. آیا می‌خواهیم بر سر مزار فرزندان خود بگرییم. آیا می‌خواهیم آنچه را که داریم با خاک یکسان کنیم. آیا عقل اجازه می‌دهد که این کار را انجام دهیم … من می‌اندیشم که جنگ افروزان بزرگ‌ترین گناه را مرتکب می‌شوند.
عباس معارفی نماینده کانون صنفی معلمان ایران نیز گفت: «باید از انباشت ثروت وقدرت در دست یک نفر یا یک حزب خاص جلوگیری شود یعنی با توسعه دموکراسی جلوی اینکار گرفته می‌شود.»
بسیاری دیگر از شخصیت‌های ملی و علمی نیز در این جلسه به ارائه دیدگاه‌های خود برای تشکیل این شورا پرداختند.

## روند تشکیل شورای ملی صلح
کمیته موقتی که در کانون مدافعان حقوق بشر تشکیل شده بود به مذاکره با گروه‌های مختلف اجتماعی و دانشجویی برای تشکیل این شورا پرداخت. در اولین گام کمیته موقت با رهبران دفتر تحکیم وحدت، بزرگ‌ترین تشکل دانشجویی کشور مذاکره کردند.

### نشست مؤسسان
راه اندازی رسمی شورای طی جلسه‌ای در۱۳ تیر ۱۳۸۷ اعلام شد. در منشور صلح که به ضمیمه دعوتنامه برای اعضا ارسال شده بود پیرامون شورا آمده‌است:
چشم‌انداز: صلح پایدار در ایران
هدف:
- ایجاد، تحکیم و تقویت مبانی صلح در ایران
- جلوگیری از برخورد نظامی با ایران
- لغو هرگونه تحریم علیه ایران و جلوگیری از تشدید آن
- پایان دادن به شرایط نه صلح و نه جنگ

مأموریت:
- تلاش برای گذار از شرایط «نه صلح و نه جنگ» و منازعه به وضعیت صلح پایدار
- ترویج و تقویت فرهنگ انسان‌دوستی، صلح‌طلبی و حقوق بشر در ایران
- بسیج کلیه منابع و امکانات برای ایجاد و تحکیم صلح
- حمایت از شخصیت‌های حقیقی و حقوقی صلح‌طلب
- همکاری با صلح‌خواهان جهان برای جلوگیری از تحمیل جنگ
- تلاش برای ایجاد همگرایی و ائتلاف بین نیروهای اجتماعی صلح‌طلب ایران، مخالف جنگ افروزان

فعالیت‌ها:
- اشاعه و ترویج فرهنگ صلح و بیان پیامدهای منفی و زیانبار جنگ از طریق ساختن فیلم، اجرای تئاتر، نشر کتاب، انتشار مطالب در رسانه‌ها، برگزاری همایش و ایراد سخنرانی/
- برگزاری کارگاه‌های آموزشی برای تقویت مبانی صلح پایدار
- ارتباط و گفت‌وگو با صلح‌خواهان ملی و بین‌المللی مخالف تحمیل جنگ به ملت ایران
- راه‌اندازی کمپین برای مخالفت با شرایط «نه جنگ و نه صلح»، تحریم اقتصادی و مقابله با جنگ
- راه‌اندازی سایت خبری

### اعضا
۷۲ نفر از سیاست‌مداران، هنرمندان، فعالان صنفی و دانشجویی اعضای هیئت مؤسس شورای ملی صلح در نشستی اقدامات اولیه در تشکیل شورا را آغاز خواهند کرد.

## * در این میان(نبی پلویی امیرآبادی)مسئول و بنیانگذار بنیاد مالی صلح ملی است¹
- هاشم آقاجری
- طاهر احمدزاده
- بابک احمدی
- پروین اردلان
- منصور اصانلو (فعال سندیکای کارگری)
- حسین اکبری
- نورالدین اکبری
- عباس امیرانتظام(جبهه ملی)
- کاک حسن امینی
- ابراهیم انصاری‌لاری
- ادیب برومند(جبهه ملی)
- رخشان بنی‌اعتماد
- سیمین بهبهانی
- محمود بهزادی
- خسرو پارسا
- جعفر پناهی
- صفر پیش‌بین
- حبیب‌الله پیمان (جنبش مسلمانان مبارز)
- مصطفی تاج‌زاده (سازمان مجاهدین انقلاب اسلامی ایران)
- جلال جلالی زاده
- حمید حسن‌پور
- داوود حسینی
- منیژه حکمت
- محمد خاکساری
- خسرو سیف
- علی اشرف درویشیان
- حسین دقتی
- محمدصادق ربانی
- تقی رحمانی (ملی مذهبی)
- سهراب رزاقی
- محمد حسین رفیعی فنود
- کوروش زعیم (جبهه ملی)
- بابک زمانی
- محمد ستاری‌فر
- عزت‌الله سحابی (ملی مذهبی)
- عیسی سحرخیز
- عبدالله سلامی
- عبدالفتاح سلطانی (کانون مدافعان حقوق بشر)
- منصور شاکری‌فر
- حسین شاه‌حسینی(جبهه ملی)
- ژیلا شریعت پناهی
- سوسن شریعتی
- ماشاءالله شمس‌الواعظین
- عطاءالله شیرازی
- احمد صدرحاج‌سیدجوادی
- حسن صدرزاده
- علی‌رضا صرافی
- کیوان صمیمی
- اعظم طالقانی
- جعفر عبادی
- شیرین عبادی
- عباس عبدی
- محمدعلی عمویی (حزب توده)
- علی‌اصغر غروی
- حسن فرهودی‌نیا
- رحمان کارگشا
- بهمن کشاورز
- حسین مجاهد
- فخرالسادات محتشمی‌پور
- نرگس محمدی (کانون مدافعان حقوق بشر)
- ابراهیم مددی (فعال سندیکای کارگری)
- بایزید مردوخی
- فاطمه معتمدآریا
- علی‌اکبر معین‌فر (نهضت آزادی ایران)
- خدیجه مقدم
- محمد ملکی
- علی منصوری
- عبدالله مؤمنی (سازمان ادوار تحکیم وحدت)
- لطف‌الله میثمی (رهبران سازمان مجاهدین خلق ایران)
- محمد هاشمی (ملی مذهبی)
- داوود هرمیداس باوند (جبهه ملی)
- ابراهیم یزدی (نهضت آزادی ایران)[۴]

همچنین «لوح صلح» بدین مضمون توسط اعضا امضا گردید:
ما مؤسسین شورای ملی صلح برای تحقق صلح پایدار و برای غلبه بر فضای جنگ، تنش و تحریم تلاش مستمری را آغاز می‌کنیم، چراکه توسعه، آزادی و رفاه ملت ایران در گرو ثبات و آرامش کشور، منطقه و حرکت به سوی صلح جهانی است. ما در این راه به همه افراد و جریان‌های صلح‌طلب دست یاری می‌دهیم تا با یکدیگر صلح و حقوق‌بشر را محقق‌سازیم.
تعداد اعضا پس از چندی به ۸۳ نفر افزایش پیدا کرد.
اولین نشست هیئت اجرایی شورای ملی صلح دو ماه بعد تشکیل جلسه داد. در این جلسه نرگس محمدی به عنوان رئیس، عیسی سحرخیز به عنوان نائب رئیس، عبدالفتاح سلطانی به عنوان سخنگو و حسین شاه‌حسینی به عنوان خزانه‌دار انتخاب شدند.

### حامیان شورا
- دفتر تحکیم وحدت [نیازمند منبع]
- نهضت آزادی ایران [نیازمند منبع]
- جامعه زنان انقلاب اسلامی [نیازمند منبع]
- مجمع زنان اصلاح‌طلب [نیازمند منبع]
- شورای فعالان ملی مذهبی [نیازمند منبع]
- حزب کارگزاران سازندگی [نیازمند منبع]
- جبهه مشارکت ایران اسلامی [نیازمند منبع]
- سازمان فدائیان خلق ایران(اکثریت)[۹]
- کانون صنفی معلمان [نیازمند منبع]